# Erik Månsson (tidningsman)
Erik Månsson, född 1948, tidningsman, chefredaktör för Expressen 1991–1993. 
Expressens artikelserie Svart på vitt med tillhörande annonskampanj och löpsedel "KÖR UT DEM! Så tycker svenska folket om invandrare och flyktingar" den 6 september 1993 ledde till att Erik Månsson avskedades den 15 september. Efter det jobbade han som informationsdirektör på Bonniers fram till 2008. Erik Månsson har också varit chefslobbyist åt förre koncernchefen Bengt Braun. 2008 började han som konsult i egen firma, bland annat med Bonniers samhällskontakter.